# Hochälpelealpe

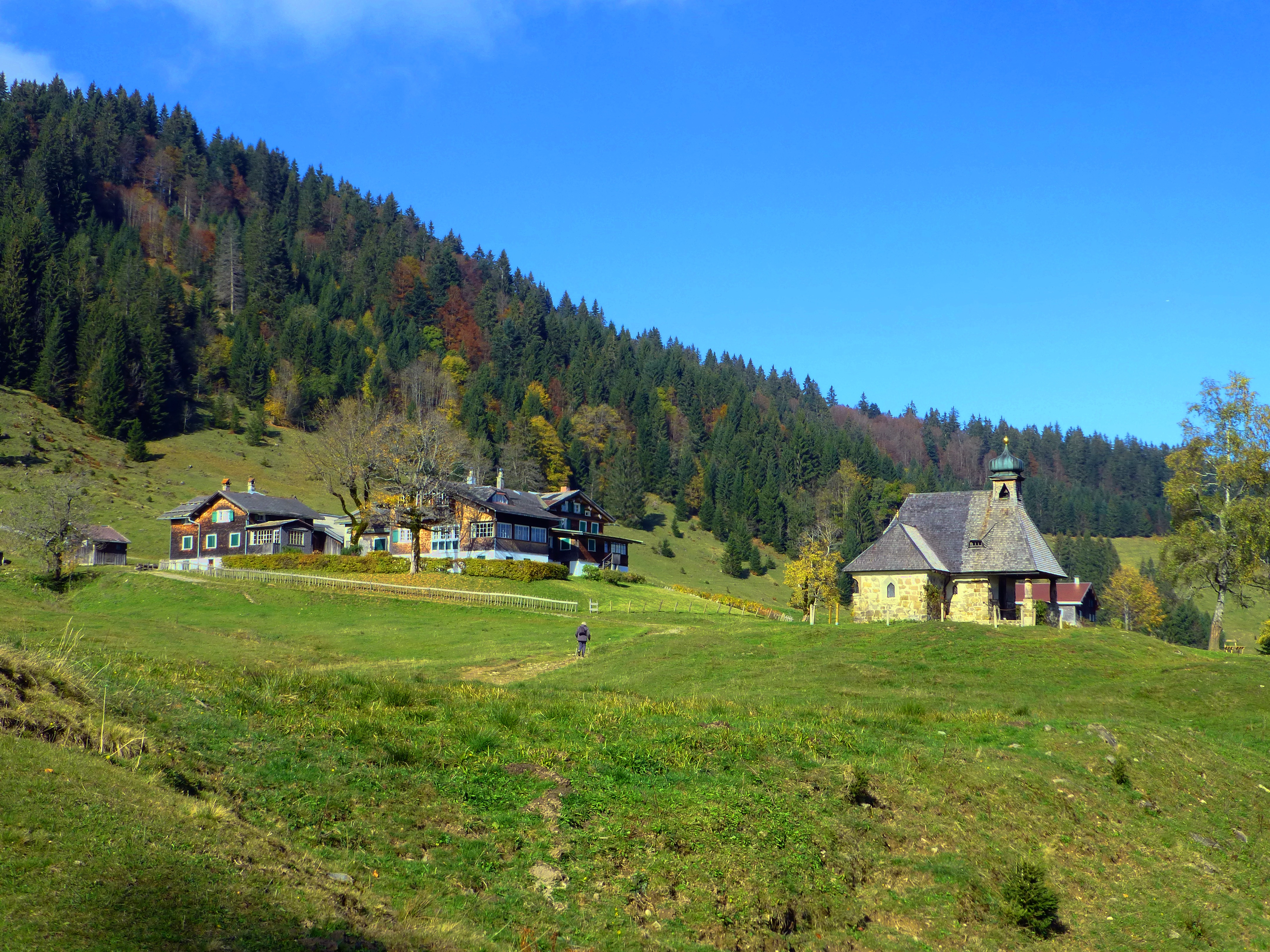
Hochälpelealpe im Oktober 2015

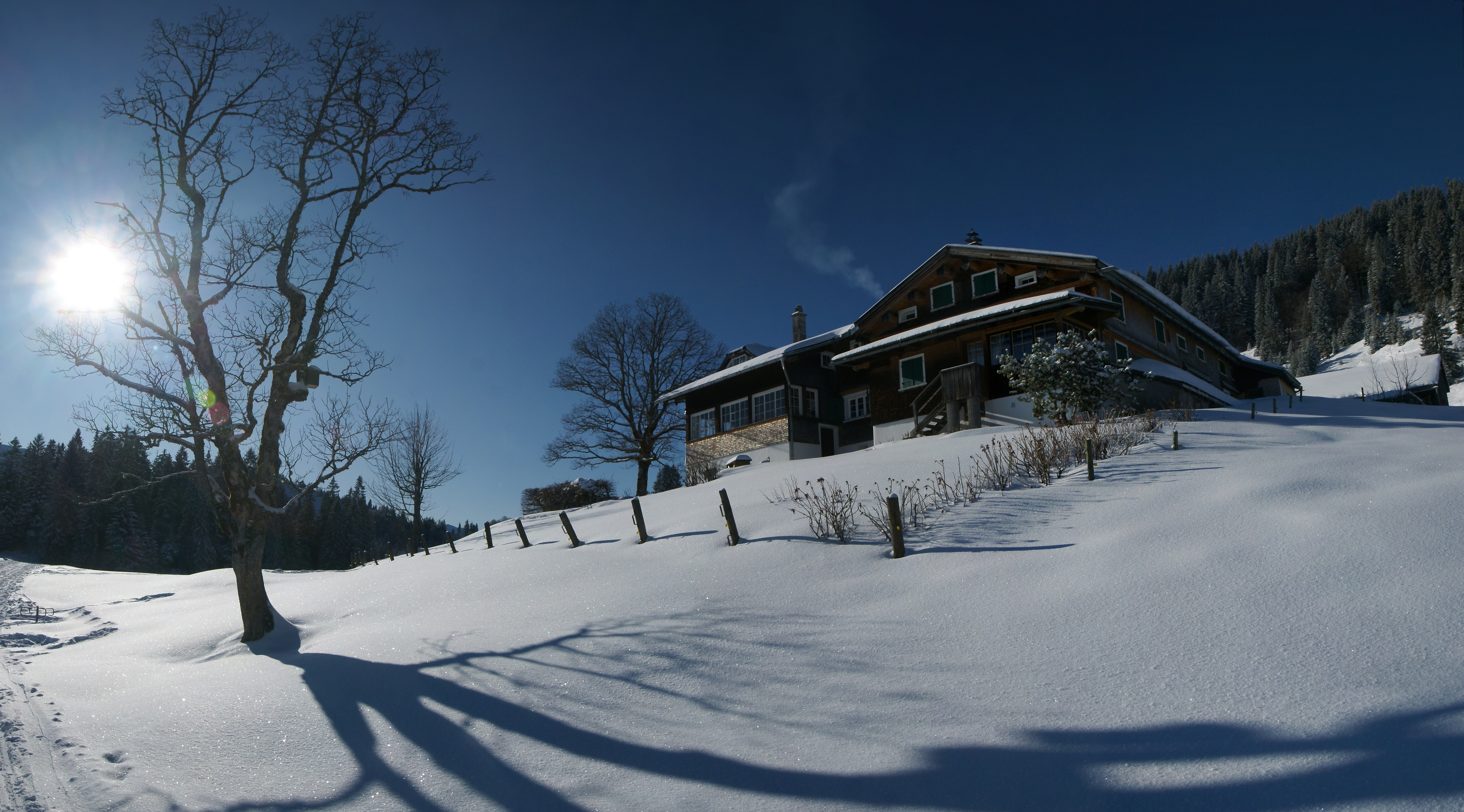
Hochälpelealpe im Januar 2009

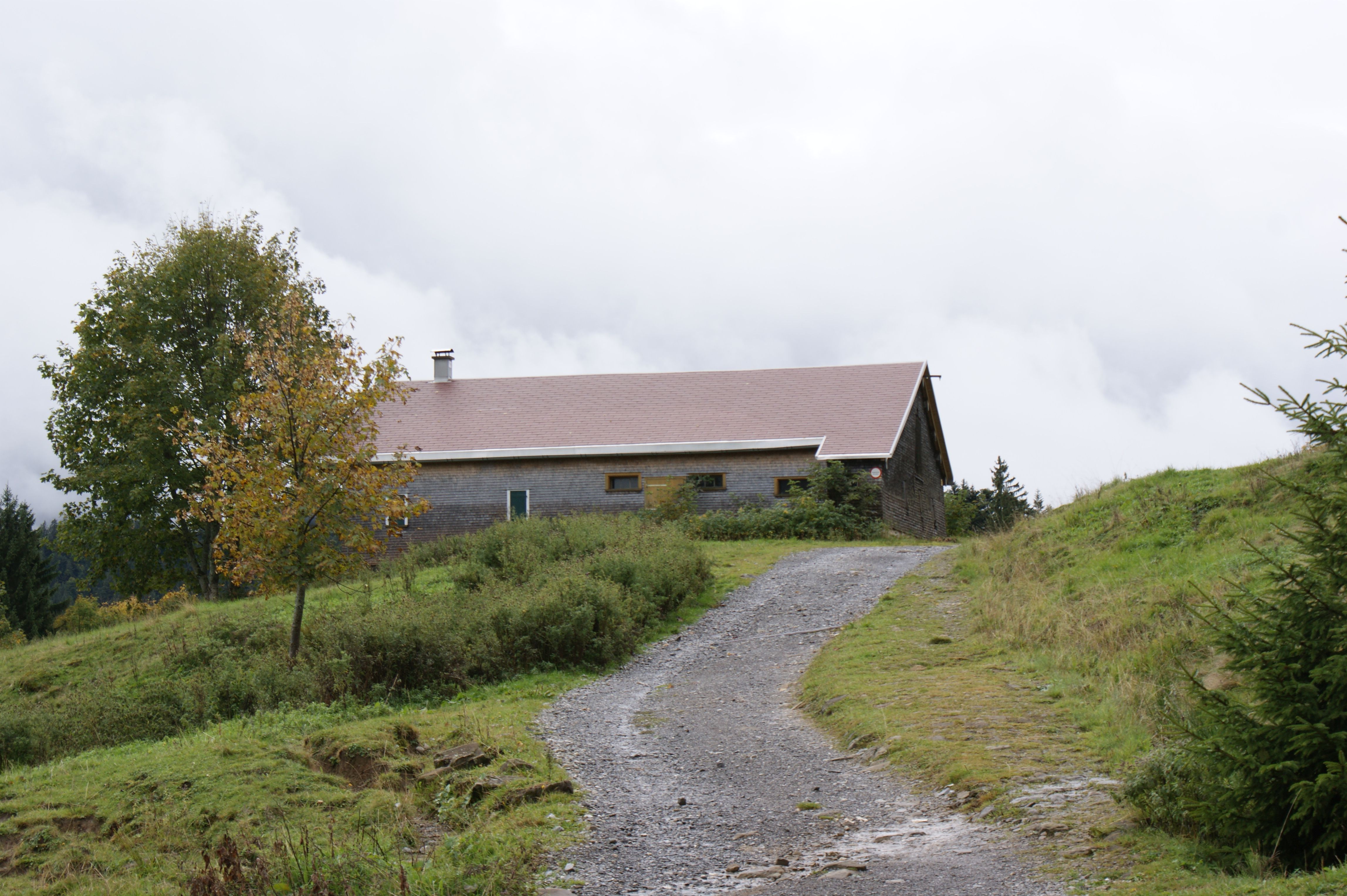
Hochälpelealpe im Oktober 2019

Die Hochälpelealpe (auch: Alpe Hochälpele oder Hämmerles Älpele) befindet sich auf etwa 1250 m ü. A. (Hauptgebäude) und liegt auf dem Gebiet der Gemeinde Schwarzenberg. Es war und ist dies eine Alpe zur Weidung von Rindern und ist ein am selben Ort befindliches Flurstück (heute als: Hämmerles Älpele bekannt und benannt).
Eigentümer der Alpe ist die Agrargemeinschaft Alpe Hochälpele. Die Alpe besteht im Wesentlichen aus mehreren zu Wohnhäusern umgebauten bzw. erweiterten Alpgebäuden.

## Lage und Zufahrt
Die Hochälpelealpe liegt in der Gemeinde Schwarzenberg im Bregenzerwald. Eine öffentliche Zufahrt besteht nicht. Die Alpe ist vom Bödele etwa 2,7 km Luftlinie entfernt,  vom Dorfzentrum von Schwarzenberg etwa 3 km und von Dornbirn etwa 6 km Luftlinie. Von der westlich der Alpgebäude verlaufenden Gemeindegrenze von Dornbirn sind die Gebäude etwa 470 Meter entfernt. Rings um die Hochälpelealpe liegen weitere Alpen, von denen die bekannteste die Gschwendtalpe auf Dornbirner Gemeindegebiet ist.

## Nutzung durch die Belegschaft
Ab 1928 konnten acht bis neun Beschäftigte der Firma F. M. Hämmerle das Knechthaus der Alpe für ein bis zwei Erholungstage nutzen. Im Jahr 1951 führten Theodor Hämmerles Enkel Theodor und Willi Hladik, die inzwischen die Geschäftsleitung übernommen hatten, das Angebot in einer erweiterten Form wieder ein: Sowohl im Sommer als auch im Winter stand das Knechthaus samt kostenloser Verpflegung durch eine eigene Köchin je ein bis zwei Wochen für die Belegschaft des Unternehmens zur Verfügung. Später nutzte die Familie Hladik dann das Gebäude als privates Gästehaus.

## Religion
Auf der Alpe, wenige Meter unterhalb der ehemaligen Alpgebäude, steht die Kapelle Hl. Benedikt. Sie wurde früher recht häufig genutzt, fast jedes Wochenende wurde im Sommer eine Messe gefeiert. Nachdem die ältere Generation der Hämmerle-Familie verstorben ist, wurden auch die regelmäßigen Messen im Sommer aufgegeben.

## Gewässer

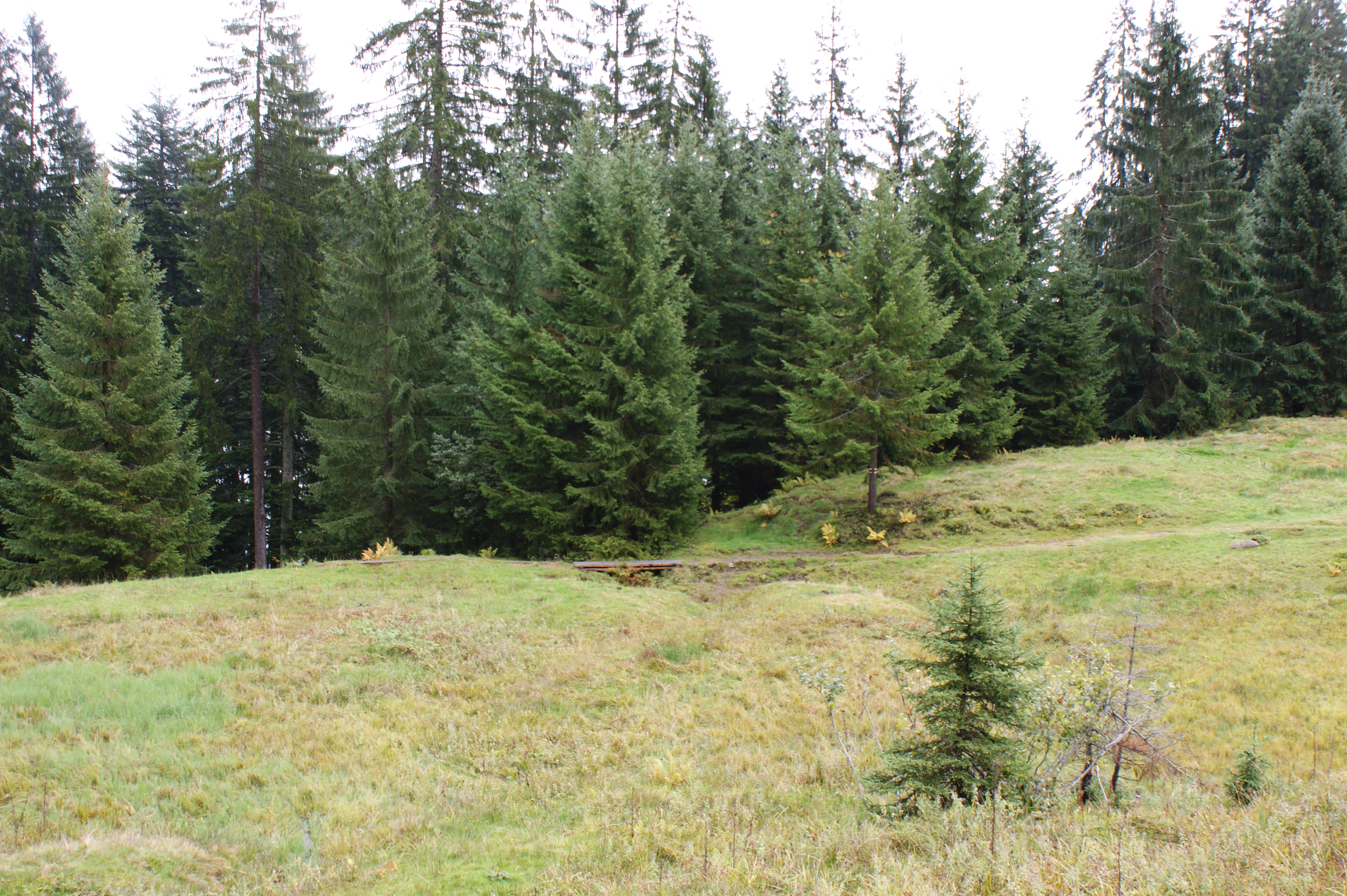
Hier, kurz oberhalb des Brückchens, entspringt der Dunklerbach

Der auf der Alpe befindliche flache Weiher hat keinen Zufluss, sondern wird durch Regenwasser und Oberflächenwasser gebildet. Der Weiher ist von den Gebäuden der Hochälpelealpe etwa 80 Meter entfernt (Südsüdost) und hat die Form eines fast rechtwinkligen Dreiecks und eine Schenkellänge von etwa (Katheten) 58 × 70 Meter (ca. 2000 m²).
Westlich und südlich der Alpe entspringt auf etwa 1300 m ü. A. aus zwei Quellen der etwa 3,45 km lange Steinrieslerbach und fließt in einem großen Bogen nach Osten Richtung Bersbuch und mündet dort in die Bregenzer Ach (Parzelle Loch, Gewässerkilometer Bregenzer Ach: 31,15). Nördlich der Alpe entspringt auf etwa 1235 m ü. A. der Dunklerbach, der in östliche Richtung verlaufend nach etwa 1,5 km in den Steinrieslerbach einmündet.

## Wanderungen
Von und zur Hochälpelealpe sind mehrere leichte Wanderungen möglich, wofür Trittfestigkeit und gutes Schuhwerk erforderlich sind. Von bzw. zur Hochälpelealpe sind folgende Touren/Wanderungen sehr beliebt:
- Bödele (1139 m ü. A.): 1 Stunde Gehzeit (Spechtweg), 111 Meter Höhenunterschied.
- Dornbirn (437 m ü. A.): 3 ¾ Stunden Gehzeit, 813 Meter Höhenunterschied.
- Dornbirn (437 m ü. A.): 2 ¾ Stunden Gehzeit (Gschwendsattel-Kehlegg-Steinebach-Dornbirn), 813 Meter Höhenunterschied.
- Schwarzenberg (696 m ü. A.): 2 Stunden Gehzeit, 554 Meter Höhenunterschied.
- Hochälpelekopf (Hochälpelehütte) (1463 m ü. A.): 40 Minuten Gehzeit, 213 Meter Höhenunterschied.

## Nächstgelegene Wanderstützpunkte
Um die Hochälpelealpe sind mehrere Alphütten und Restaurationsbetriebe zu Fuß erreichbar. Die nächsten Wanderstützpunkte des ÖAV sind das Freschenhaus (Gehzeit 5 ½ Stunden) und die Lustenauer Hütte (Gehzeit ¼ Stunde). Die Bregenzer Hütte der Naturfreunde Österreich (1290 m ü. A.) am Klausberg ist 40 Minuten Gehzeit entfernt. Die Hochälpelehütte ist ebenfalls etwa 40 Minuten Gehzeit entfernt.